# Золтан Пішкі
Золтан Пішкі (угор. Pisky Zoltán; 11 листопада 1893, Будапешт — 21 січня 1945) — угорський офіцер, полковник угорської армії (1 жовтня 1942), оберфюрер військ СС (23 грудня 1944).

## Біографія
1 січня 1914 року вступив у 101-й піхотний полк. Учасник Першої світової війни. Після закінчення війни — співробітник Військового міністерства. З 4 серпня 1939 року — командир гірського батальйону. З березня 1944 року — командир гірського полку 1-ї гірської бригади. З 23 грудня 1944 року — командир 26-ї гренадерської дивізії СС. Загинув у бою.

## Нагороди
- Пам'ятний хрест 1912/13
- Бронзова і срібна медаль «За військові заслуги» (Австро-Угорщина)
- Хрест «За військові заслуги» (Австро-Угорщина) 3-го класу з військовою відзнакою і мечами
- Срібна медаль за хоробрість (Австро-Угорщина) 2-го і 1-го класу
- Військовий Хрест Карла
- Залізний хрест 2-го класу
- Медаль «За поранення» (Австро-Угорщина) з двома смугами
- Орден Витязя (1922)
- Пам'ятна військова медаль (Угорщина) з мечами
- Офіцерська відзнака (1939)
- Відзнака командира великої військової групи (1931)
- Медаль «За військові заслуги» (Угорщина) — нагороджений двічі (1931 і 1935).
- Почесний знак Угорського Червоного Хреста 2-го класу з військовою відзнакою
- Бронзова медаль за хоробрість (Угорщина) (1935)
- Орден Корони Італії, офіцерський хрест (1936)
- Орден Відродження Польщі, офіцерський хрест (1936)
- Почесний знак Німецького Червоного Хреста 1-го ступеня (1937)
- Медаль мужності (1937)
- Орден «За військові заслуги» (Болгарія) 4-го класу (1937)
- Орден Заслуг німецького орла 2-го класу (1938)
- Почесний знак Бельгійського Червоного Хреста 1-го класу (1939)
- Партизанська відзнака Лнегеля 2-го ступеня(1939)
- Орден Заслуг (Угорщина)
  - лицарський хрест (1939)
  - лицарський хрест з мечами (1941)
  - офіцерський хрест з військовою відзнакою і мечами (1944)
- Хрест Національної Оборони
- Пам'ятна медаль за визволення Верхньої Угорщини
- Пам'ятна медаль за визволення Трансильванії (1941)
- Відзнака за вислугу років для офіцерів 2-го класу (1943)
- Орден Корони короля Звоніміра 1-го класу (Незалежна Держава Хорватія; 1943)
- Хрест Воєнних заслуг 2-го класу з мечами (Третій Рейх)